# 白梅学徒隊
白梅学徒隊（しらうめがくとたい）とは沖縄戦で従軍看護婦として活躍して犠牲になった女子学徒隊のうち、沖縄県立第二高等女学校の四年生たちによって編成された部隊の名前。「白梅隊」「白梅看護隊」と呼ばれることもある。「白梅」は沖縄県立第二高等女学校の校章で、戦後になってから「白梅学徒隊」「白梅部隊」「白梅看護隊」などと呼ばれるようになった。

## 経緯

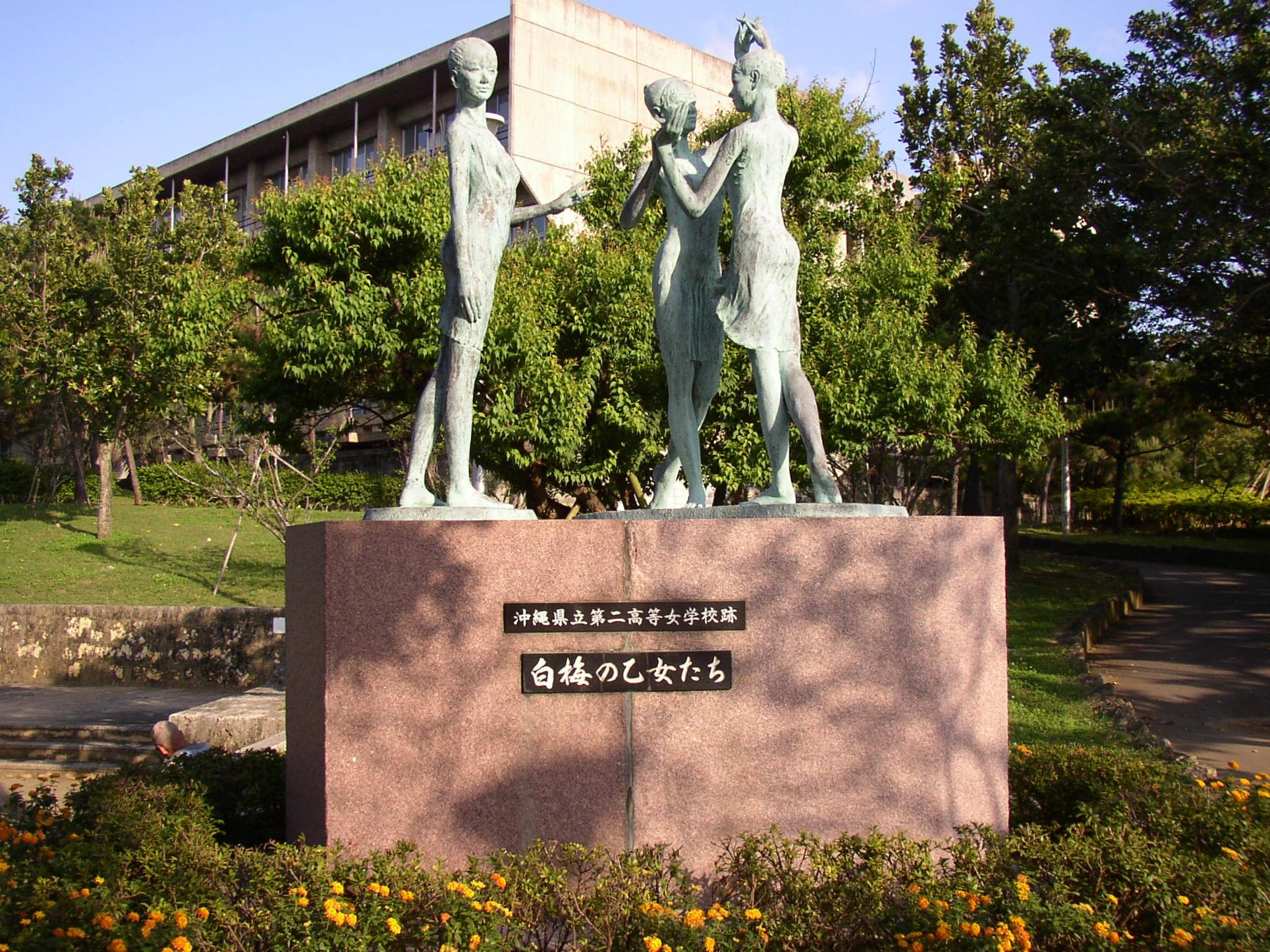
学校跡に建つ「白梅の乙女たち」像（那覇市、松山公園）

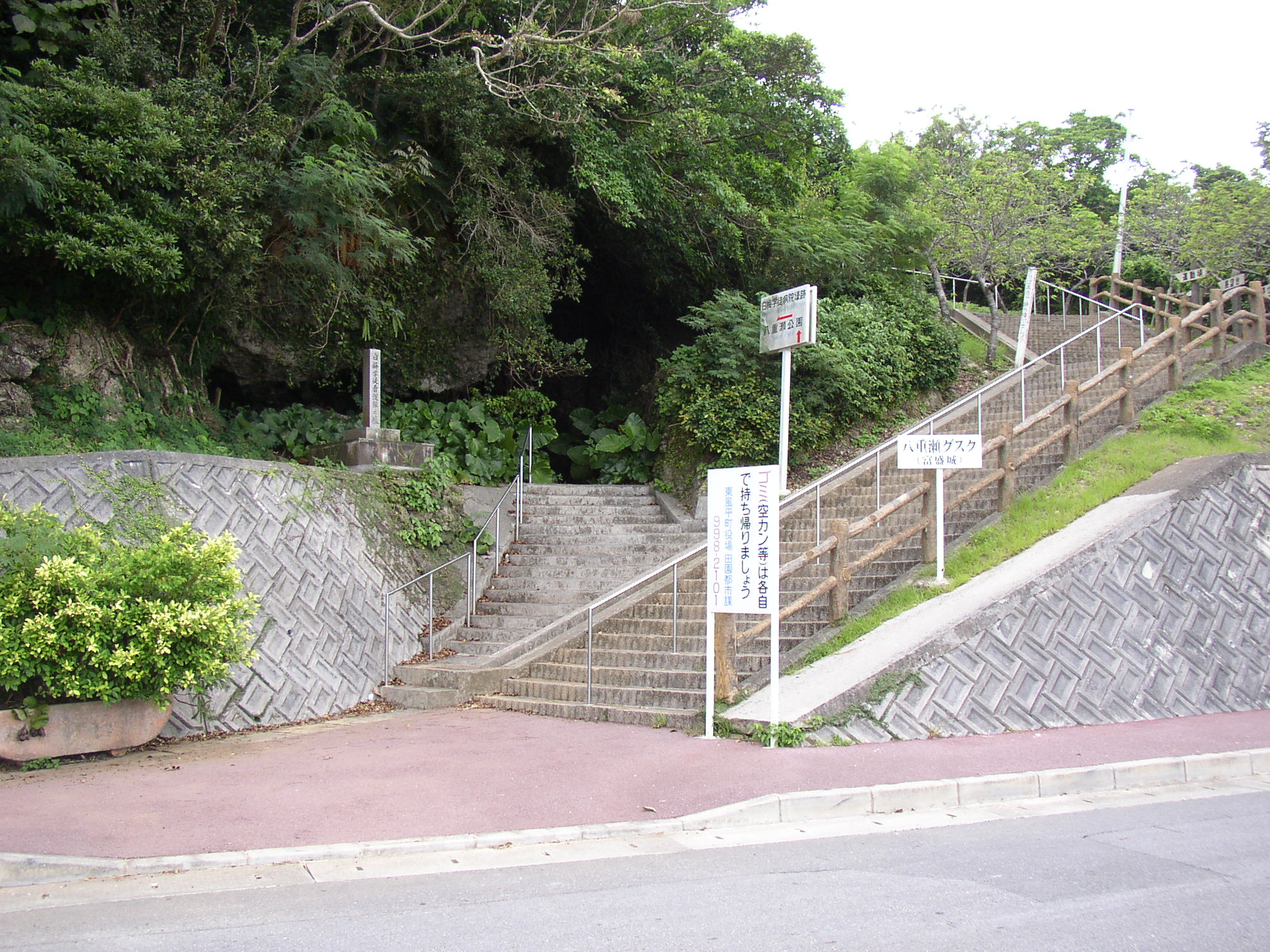
白梅学徒隊が配属された第24師団第1野戦病院跡（八重瀬町）

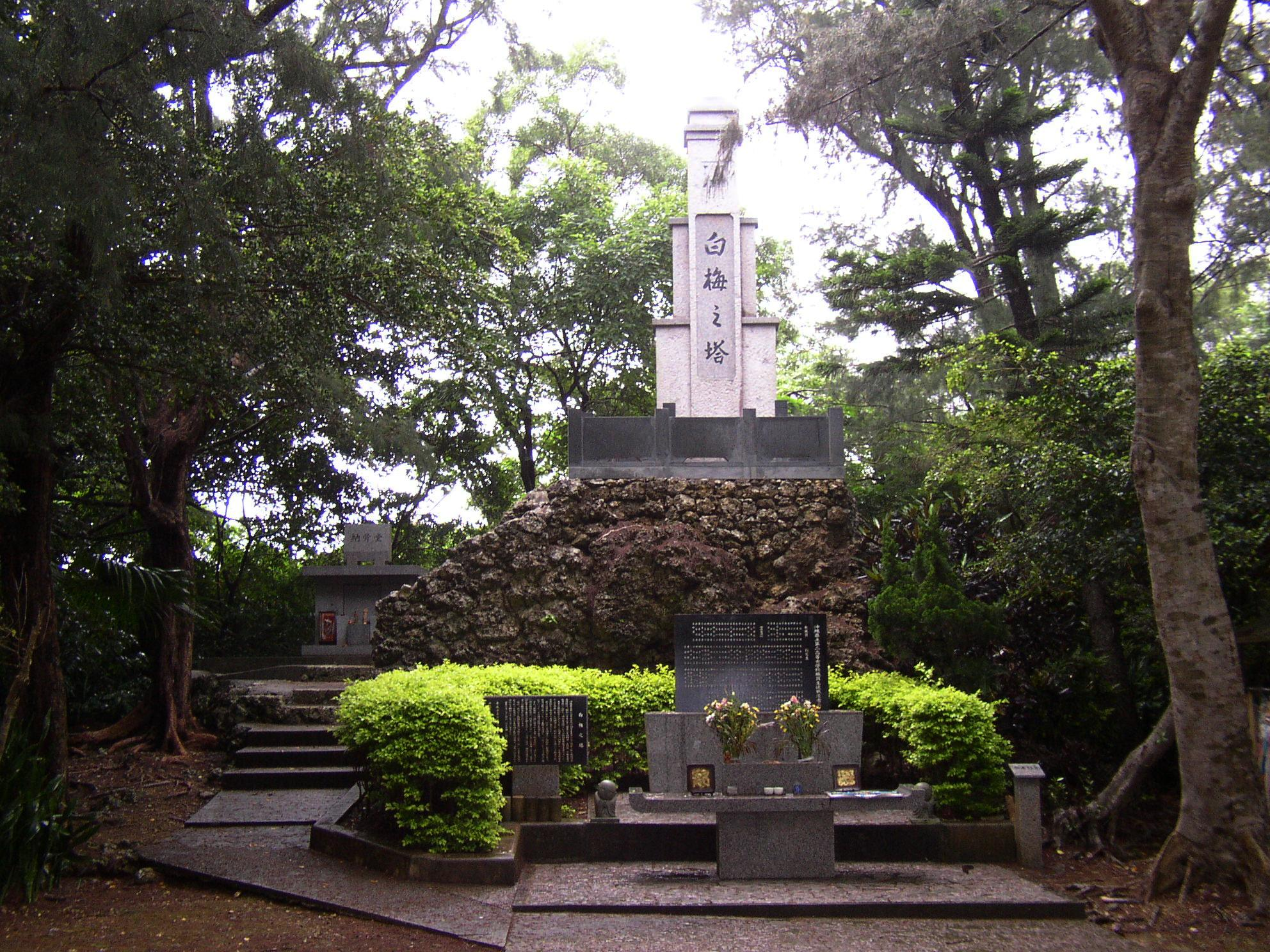
白梅の塔（糸満市真栄里）

沖縄県立第二高等女学校は、明治38年（1905年）9月に開校した女子技芸学校を起源とする学校で、大正10年（1921年）に那覇市立になるとともに高等女学校令による認可を受けた。大正12年（1923年）に那覇市久米の松尾山に新校舎が完成し、久茂地より移転した。昭和3年（1928年）4月に市から県へ移管され、沖縄県立第二高等女学校となった。

### 戦中
昭和11年（1936年）4月、放火による火災で校舎の大半が焼失。昭和15年（1940年）2月に新校舎が落成したが、昭和19年（1944年）10月10日の沖縄大空襲（十・十空襲）によって校舎は完全に焼失する。以後、生徒たちは仮校舎で勉学に励み、昭和20年2月から四年生の看護教育が始まる。
3月6日、56名の四年生が従軍補助看護婦として、東風平国民学校に本部を置く第24師団衛生看護教育隊に入隊する。
3月24日、米軍の攻撃が激化し、看護教育は打ち切られ、八重瀬岳中腹の洞窟中に設けられた第24師団第一野戦病院（山3486部隊）に配属される（25日に3名、27日に9名が除隊となり、46名の生徒が入隊）。
6月4日、米軍の猛攻により第24師団第一野戦病院は南部へ後退することに決まり、「白梅学徒隊」には解散となる。解散命令は沖縄守備隊本部の指示によるようであるが、軍自体が彼女らの面倒を見切れなくなったためとする見方があり、彼女らからの従軍させて欲しいとの要望には部隊側は応じていない。洞窟に居られなくなった46名の生徒たちは数名ずつに分かれて南部へと逃げる。この逃避行中に米軍の砲撃や自決により多くの犠牲者を出し、国吉に後退した第24師団第一野戦病院壕に迎えられて勤務を続けていた生徒たちも6月21日から22日にかけての米軍の猛攻によって犠牲となる。46名の生徒のうち22名が戦死。うち17名は解散命令以後のことである。

### 戦後
戦後、糸満市国吉に建てられた「白梅の塔」に祀られた碑は、他に富盛の八重瀬岳野戦病院跡、分院であったガラビ壕のヌヌマチガマ側にも建立されている。軍属として靖国神社にも合祀されている。
2012年11月17日、天皇、皇后は白梅学徒隊の生存者らと懇談。天皇、皇后が白梅同窓会の会長らに白い菊の花を手渡した後、皇后は「白梅の塔は、どちらの方角ですか」と声をかけ、天皇、皇后はその方向へ深く拝礼した。
他に沖縄戦に動員された女子学徒隊は「ひめゆり学徒隊（師範学校女子部と県立第一高女）」「瑞泉学徒隊（県立首里高女）」「積徳学徒隊（私立積徳高女）」「梯梧学徒隊（私立昭和高女）」「なごらん学徒隊（県立第三高女）」「宮古高女学徒隊（県立宮古高等女学校）」「八重山高女学徒隊（県立八重山高等女学校）」「八重農女子学徒隊（八重山農学校）」がある。この内、積徳学徒隊には６月中旬に解散命令を出すよう指令が現場指揮官に届いたものの、当時の現場部隊長は米軍の前に放り出せないとしてあえて解散命令を出さずに保留、最後は事実上の沖縄戦終結の６月23日に危険が少なくなったと見て解散命令を出し、学徒隊には自決等しないように説いた上で、自らはその後自決している。女子学徒隊の戦死率は７割以上ともいわれるが、積徳学徒隊25名中の戦死者は４名にとどまったという。